# 1936 w filmie
Wydarzenia filmowe w 1936 roku.

## Wydarzenia
- 9 lutego – w Elstree pod Londynem, w wyniku najgroźniejszego dotąd pożaru w historii filmu brytyjskiego, zniszczeniu uległa większa część tamtejszych atelier.

## Premiery

### Filmy polskie
- 23 stycznia – Dodek na froncie – reż. Michał Waszyński
- 27 lutego – Pan Twardowski
- 4 marca – Jego wielka miłość
- 4 kwietnia – Bohaterowie Sybiru
- 4 kwietnia – Za grzechy
- 12 kwietnia – Róża
- 14 kwietnia – Straszny dwór
- 27 czerwca – Mały Marynarz
- 14 sierpnia – Tajemnice panny Brinx
- 11 września – Jadzia
- 16 września – Fredek uszczęśliwia świat
- 17 września – Bolek i Lolek
- 17 września – Trędowata – reż. Juliusz Gardan
- 4 października – Wierna rzeka
- 24 października – Dwa dni w raju – reż. Leon Trystan, wyk. Eugeniusz Bodo, Władysław Grabowski, Helena Grossówna
- 19 listopada – Ada! To nie wypada!
- 7 grudnia – Barbara Radziwiłłówna
- 11 grudnia – Papa się żeni
- 18 grudnia – 30 karatów szczęścia – reż. Michał Waszyński, wyk. Adolf Dymsza, Jadwiga Andrzejewska, Irena Skwierczyńska
- 19 grudnia – Będzie lepiej
- 24 grudnia – Amerykańska awantura – reż. Ryszard Ordyński, wyk. Michał Znicz, Eugeniusz Bodo, Zofia Nakoneczna
- Polesie. Reportaż z krainy tęsknych pieśni – reż. Maksymilian Emmer

### Filmy zagraniczne
- Anything Goes – reż. Lewis Milestone, wyk. Bing Crosby, Ethel Merman, Charles Ruggles, Ida Lupino
- Rhythm on the Range – reż. Norman Taurog, wyk. Bing Crosby, Bob Burns, Frances Farmer
- Grosze z nieba – reż. Norman Z. McLeod, wyk. Bing Crosby, Madge Evans, Louis Armstrong, Edith Fellows
- Nozze vagabonde
- Ourselves Alone

## Nagrody filmowe
- Oskary
  - Najlepszy film – Wielki Ziegfeld
  - Najlepszy aktor – Paul Muni (Pasteur)
  - Najlepsza aktorka – Luise Rainer (Wielki Ziegfeld)
  - Wszystkie kategorie: 9. ceremonia wręczenia Oscarów

## Urodzili się
- 1 stycznia:
  - Bohdan Głuszczak, polski aktor (zm. 2016)
  - Jerzy Karaszkiewicz, polski aktor (zm. 2004)
  - Michał Rosiński, polski aktor (zm. 2017)
- 7 stycznia – Anna Ciepielewska, polska aktorka (zm. 2006)
- 11 stycznia – Marian Kociniak, polski aktor (zm. 2016)
- 23 stycznia – Arlene Golonka, amerykańska aktorka (zm. 2021)
- 28 stycznia – Alan Alda, amerykański reżyser
- 9 lutego – Clive Swift, brytyjski aktor (zm. 2019)
- 11 lutego – Burt Reynolds, amerykański aktor (zm. 2018)
- 17 lutego – Tadeusz Madeja, polski aktor (zm. 2016)
- 8 marca – Janusz Zakrzeński, polski aktor (zm. 2010)
- 19 marca – Ursula Andress, szwajcarska aktorka
- 9 maja – Glenda Jackson, brytyjska aktorka (zm. 2023)
- 17 maja – Dennis Hopper, amerykański aktor (zm. 2010)
- 6 czerwca – Roman Wilhelmi, polski aktor (zm. 1991)
- 20 lipca – Andrzej Kondratiuk, polski reżyser, scenarzysta, operator filmowy i aktor (zm. 2016)
- 23 lipca – Grażyna Staniszewska, polska aktorka (zm. 2018)
- 18 sierpnia – Robert Redford, amerykański aktor
- 25 sierpnia – Hugh Hudson, brytyjski reżyser (zm. 2023)
- 8 września – Virna Lisi, włoska aktorka (zm. 2014)
- 9 października – Brian Blessed, angielski aktor
- 6 listopada – Leonard Pietraszak, polski aktor (zm. 2023)
- 8 grudnia – David Carradine, amerykański aktor (zm. 2009)
- 10 grudnia – Roman Załuski, polski reżyser (zm. 2022)
- 25 grudnia – Ismail Merchant, brytyjski producent filmowy (zm. 2005)

## Zmarli
- 19 lutego – Max Schreck, niemiecki aktor (ur. 1879)
- 14 września – Irving Thalberg, amerykański producent filmowy (ur. 1899)